# Tom Silverio
Tomás Roberto Silverio Veloz (14 de octubre de 1945 - 2 de abril de 2011) fue un jardinero dominicano que jugó en la Liga Mayor de Béisbol durante tres temporadas. Silverio militó con Los Angeles Angels of Anaheim de 1970 a 1972, jugando en 31 partidos en toda su carrera. Su hijo,  Nelson Silverio, fue entrenador de los Mets de Nueva York en 2004.

## Liga Dominicana
Silverio jugó 20 temporadas en la Liga Dominciana. Tiene el honor de ser uno se los beisbolistas que más tiempo ha jugado para la liga llegando a promediar.300. Apodado "El Profesor", Silverio fue líder ofensivo en tres ocasiones y se le considera como uno de los mejores en hits conectados, carreras anotadas y bases por bolas recibidas. Fue líder en triples junto a Ralph Garr en la temporada 1971-72.
Ocupa el puesto número 11 en vueltas anotadas con 287, el sexto en transferencias con 295 y décimo-cuarto en imparables con 569. Debutó en la Liga Dominicana con promedio de.071 en 1963. Militó en las Águilas Cibaeñas hasta el 1975 siendo transferido a los Tigres del Licey a mitad de temporada. En el Licey duró tres años y medio, luego volvió a las Águilas en 1978 hasta su retiro en 1983.
El 18 de octubre de 2009, Silverio fue exaltado al Pabellón de la Fama del Deporte Dominicano. La ceremonia fue llevada a cabo en el Aula Magna de la Universidad Autónoma de Santo Domingo.

### Estadísticas
| Temporadas | Juegos | AB    | BA   | H   | 2B | 3B | HR | Anotadas | Remolcadas | BB  | Bases robadas |
| 20         | 746    | 2,120 | .268 | 569 | 77 | 20 | 11 | 287      | 169        | 295 | 25            |

## Muerte
Silverio murió el 2 de abril de 2011 en su residencia de Santiago de los Caballeros. Fue enterrado en el cementerio de la calle 30 de marzo de dicha ciudad.